# Soloella orientis
Soloella orientis is een vlinder uit de familie spinneruilen (Erebidae). De wetenschappelijke naam is voor het eerst geldig gepubliceerd in 2007 door Kühne.
De soort komt voor in tropisch Afrika.